# Automolus paraensis
Az Automolus paraensis a madarak (Aves) osztályának verébalakúak (Passeriformes) rendjébe és a fazekasmadár-félék (Furnariidae) családjába tartozó faja.

## Rendszerezése
A fajt Ernst Hartert német ornitológus írta le 1902-ben, Automolus sclateri paraensis néven.

## Előfordulása
Az Amazonas-medencében, Brazília területén honos. Természetes élőhelye a szubtrópusi és trópusi síkvidéki esőerdők, valamint mocsári erdők. Állandó, nem vonuló faj.

## Megjelenése
Testhossza 18–19 centiméter, testtömege 32–41 gramm.

## Életmódja
Ízeltlábúakkal táplálkozik.

## Természetvédelmi helyzete
Az elterjedési területe rendkívül nagy, egyedszáma viszont csökken, de még nem éri el a kritikus szintet. A Természetvédelmi Világszövetség Vörös listáján nem fenyegetett fajként szerepel.